# Supercopa Sudamericana 1995
Navigation
Édition précédente Édition suivante
La Supercopa Sudamericana 1995 voit le sacre du club argentin du CA Independiente qui bat les Brésiliens du CR Flamengo en finale de cette huitième édition de la Supercopa Sudamericana, une compétition disputée par tous les anciens vainqueurs de la Copa Libertadores. Toutes les rencontres sont disputées en matchs aller et retour et la règle des buts marqués à l'extérieur n'est pas appliquée. 
C'est le deuxième titre consécutif du club, qui rejoint Cruzeiro EC dans le cercle des double vainqueurs de la compétition. Avec l'arrivée du Vélez Sarsfield, vainqueur de la Copa Libertadores 1994, c'est un nombre record de dix-sept clubs qui sont engagés. Par conséquent, le premier tour est légèrement modifié avec 7 duels en matchs aller-retour et une poule de trois équipes dont seul le premier accède aux quarts de finale.

## Équipes engagées
- Peñarol - Vainqueur en 1960, 1961, 1966, 1982 et 1987
- Santos FC - Vainqueur en 1962 et 1963
- CA Independiente - Vainqueur en 1964, 1965, 1972, 1973, 1974, 1975 et 1984
- Racing Club de Avellaneda - Vainqueur en 1967
- Estudiantes de La Plata - Vainqueur en 1968, 1969 et 1970
- Club Nacional de Football - Vainqueur en 1971, 1980 et 1988
- Cruzeiro EC - Vainqueur en 1976
- CA Boca Juniors - Vainqueur en 1977 et 1978
- Club Olimpia - Vainqueur en 1979 et 1990
- CR Flamengo - Vainqueur en 1981
- Grêmio Porto Alegre - Vainqueur en 1983 et 1995
- Argentinos Juniors - Vainqueur en 1985
- CA River Plate - Vainqueur en 1986
- Atlético Nacional - Vainqueur en 1989
- Colo Colo - Vainqueur en 1991
- São Paulo FC - Vainqueur en 1992 et 1993
- Vélez Sarsfield - Vainqueur en 1994

## Premier tour
| Équipe 1                  | Résultat      | Équipe 2                  | Aller | Retour |
| ------------------------- | ------------- | ------------------------- | ----- | ------ |
| 'CA Independiente'T       | 3 - 3 3-2 tab | Santos FC                 | 1 - 1 | 2 - 2  |
| Argentinos Juniors        | 2 - 5         | Atlético Nacional         | 1 - 3 | 1 - 2  |
| Grêmio Porto Alegre       | 6 - 4         | Racing Club de Avellaneda | 3 - 1 | 3 - 3  |
| Peñarol                   | 5 - 5 6-7 tab | CA River Plate            | 2 - 3 | 3 - 2  |
| Cruzeiro EC               | 1 - 0         | Colo Colo                 | 1 - 0 | 0 - 0  |
| Vélez Sarsfield           | 2 - 6         | CR Flamengo               | 2 - 3 | 0 - 3  |
| Club Nacional de Football | 6 - 2         | Estudiantes de La Plata   | 4 - 0 | 2 - 2  |

| Rang | Équipe       | Pts | J | G | N | P | Bp | Bc | Diff |  | Résultats (▼ dom., ► ext.) | São | Oli | Boc |
| ---- | ------------ | --- | - | - | - | - | -- | -- | ---- |  | -------------------------- | --- | --- | --- |
| 1    | São Paulo FC | 9   | 4 | 3 | 0 | 1 | 6  | 6  | 0    |  | São Paulo FC               |     | 0-3 | 1-0 |
| 2    | Club Olimpia | 7   | 4 | 2 | 1 | 1 | 7  | 4  | +3   |  | Club Olimpia               | 1-2 |     | 1-1 |
| 3    | Boca Juniors | 1   | 4 | 0 | 1 | 3 | 4  | 7  | -3   |  | Boca Juniors               | 2-3 | 1-2 |     |

## Quarts de finale
| Équipe 1                  | Résultat      | Équipe 2            | Aller | Retour |
| ------------------------- | ------------- | ------------------- | ----- | ------ |
| Atlético Nacional         | 1 - 2         | CA Independiente'T' | 1 - 0 | 0 - 2  |
| Grêmio Porto Alegre       | 4 - 4 2-4 tab | CA River Plate      | 2 - 1 | 2 - 3  |
| Cruzeiro EC               | 1 - 1 4-2 tab | São Paulo FC        | 0 - 1 | 1 - 0  |
| Club Nacional de Football | 0 - 2         | CR Flamengo         | 0 - 1 | 1 - 3  |

## Demi-finales
| Équipe 1            | Résultat      | Équipe 2       | Aller | Retour |
| ------------------- | ------------- | -------------- | ----- | ------ |
| Cruzeiro EC         | 1 - 4         | CR Flamengo    | 0 - 1 | 1 - 3  |
| 'CA Independiente'T | 2 - 2 4-1 tab | CA River Plate | 2 - 2 | 0 - 0  |

## Finale
- Matchs disputés les 29 novembre et 6 décembre 1995.

| Équipe 1            | Résultat | Équipe 2    | Aller | Retour |
| ------------------- | -------- | ----------- | ----- | ------ |
| 'CA Independiente'T | 2 - 1    | CR Flamengo | 2 - 0 | 0 - 1  |